# 克維特涅韋 (布利茲紐基區)
48°52′12″N 36°23′59″E / 48.87000°N 36.39972°E
克維特內韋（烏克蘭語：Квітневе）是位於烏克蘭東部的村莊，由哈爾科夫州洛佐瓦區的布利茲紐基市鎮負責管轄。該村始建於1924年，面積0.47平方公里，海拔高度156米，2001年人口191，人口密度每平方公里406.4人。